# Flugabwehrkreuzer

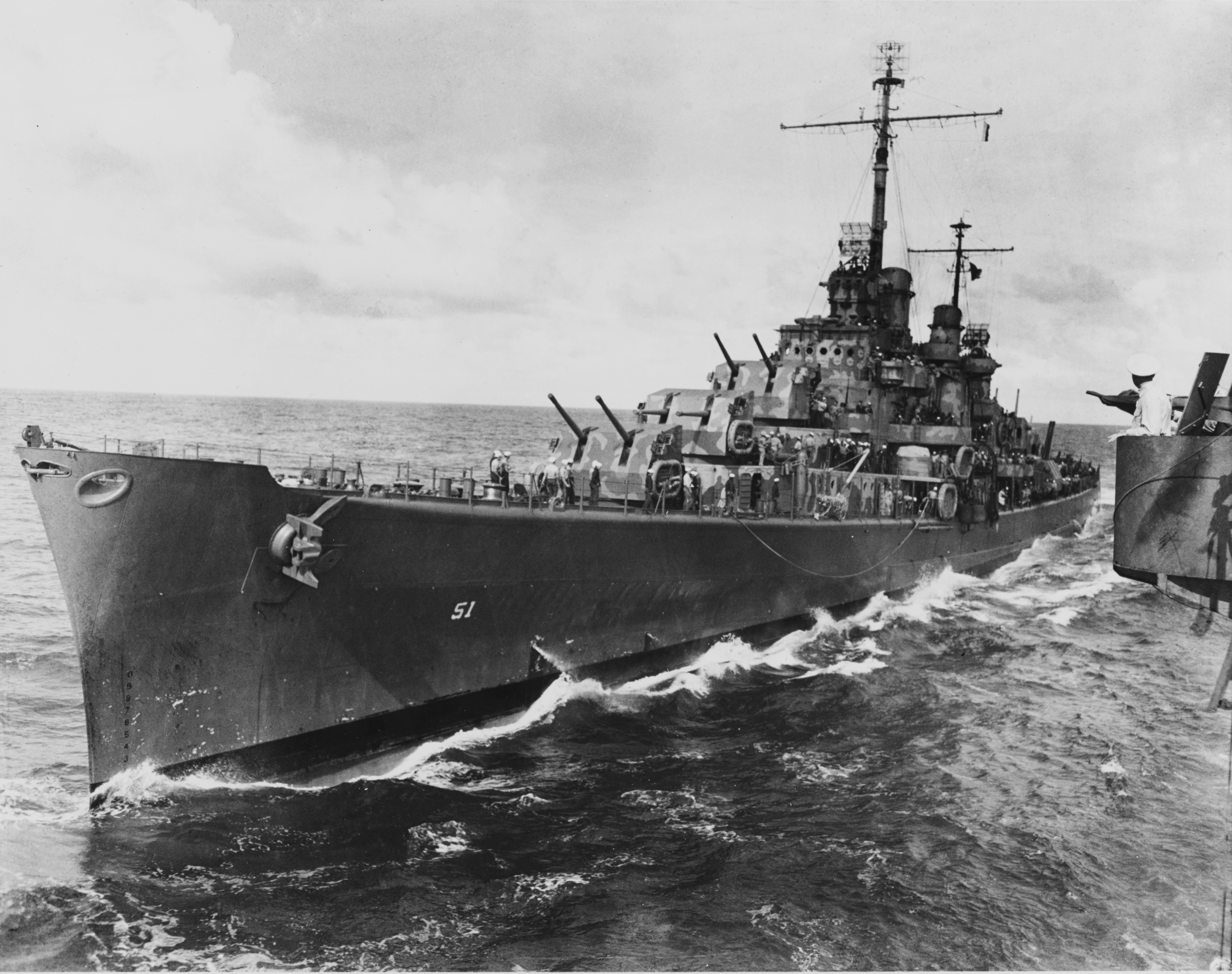
Amerikanischer Flugabwehrkreuzer Atlanta der gleichnamigen Klasse (1942).

Flugabwehrkreuzer (auch Flak-Kreuzer bzw. Fla-Kreuzer) waren eine im Vereinigten Königreich entwickelte Variante der Leichten Kreuzer, die im Schwerpunkt während des Zweiten Weltkrieges zum Einsatz kam und die der Bekämpfung von Luftzielen und der Verteidigung von Konvois sowie von Kriegsschiffverbänden, darunter Flugzeugträgergruppen und Landungsflotten, gegenüber Luftangriffen diente. Nach dem Ende des Zweiten Weltkrieges und mit der Entwicklung zunehmend leistungsstärker werdender Flugabwehrraketen wurde das Konzept des rein auf Rohrartillerie gestützten Fla-Kreuzers weitgehend obsolet.

## Flugabwehrkreuzer der Alliierten
Das Konzept des Flugabwehrkreuzers war in den 1930er Jahren in Großbritannien entstanden, dies auch vor dem Hintergrund, dass das erkennbare allgemeine Erstarken der Schlagkraft der Luftstreitkräfte eine Verstärkung der Flugabwehrbefähigung der Flottenstreitkräfte erforderlich machte. Aus diesem Grund wurden ab 1935/36 die beiden ehemals Leichten Kreuzer Coventry und Curlew der aus dem Ersten Weltkrieg stammenden C-Klasse zu Flugabwehrkreuzern umgebaut und erhielten anstelle ihrer älteren 152-mm-Seezielgeschütze jeweils zehn 102-mm-Flugabwehrgeschütze in Einzelaufstellung. Außerdem wurden bis 1939 weitere, nicht mehr den Anforderungen der modernen Kriegsführung entsprechende und ältere Kreuzer umgebaut. Bei diesen handelte es sich um weitere Einheiten der C-Klasse; nach Ausbruch des Zweiten Weltkrieges im September 1939 wurden zudem auch mehrere Einheiten der D-Klasse (ebenso ältere Leichte Kreuzer) zu Flugabwehrkreuzern umgerüstet. Darunter befand sich auch der Kreuzer Delhi, der 1941 in den Vereinigten Staaten umgebaut wurde und mit fünf 127-mm-Mehrzweckgeschützen sowie unter anderem mit acht 40-mm-Geschützen ausgestattet wurde.
Diese Flugabwehrkreuzer wurden zur Verstärkung der Luftabwehr bei Geleitzügen und Kriegsschiffsverbänden herangezogen. Die Schiffe kamen auf fast allen Kriegsschauplätzen zum Einsatz, vorzugsweise im Nordatlantik und im Mittelmeerraum. Dabei gingen mehrere dieser Einheiten auf britischer Seite verloren, teils durch Luftangriffe – darunter auch die Curlew im Mai 1940 vor Norwegen oder die Calcutta im Juni 1941 im Mittelmeer – teils durch U-Boot-Attacken, wie etwa die Cairo im Herbst 1942.

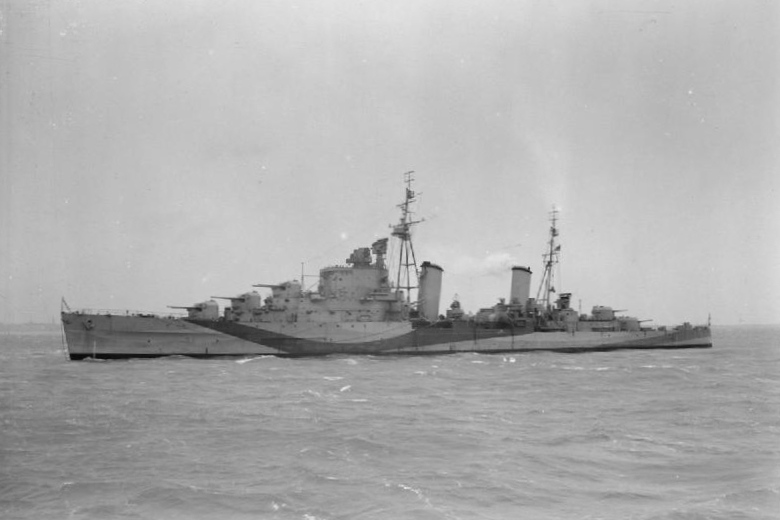
Der britische Flugabwehrkreuzer Sirius der Dido-Klasse (1942).

Speziell als Flugabwehrkreuzer seitens der Royal Navy entworfen und ab 1937 in größerem Umfang gebaut (insgesamt 16 Einheiten), wurden die Schiffe der Dido- und der Bellona-Klasse, wobei die letztere eine Modifikation der Vorgängerklasse darstellte. Diese Kreuzer sollten mit je zehn 133-mm-Geschützen (5,25 inch) in fünf Doppellafetten mit Turmschilden ausgerüstet werden. Die elf gebauten Einheiten der Dido-Klasse hatten zehn Rohre, die fünf gebauten Schiffe der Bellona-Klasse nur deren acht. Wegen zu geringer Kapazitäten beziehungsweise Produktionsauslastung bei der Turmherstellung und der Fertigung der 133-mm-Geschütze wurden zwei der Schiffe (Charybdis und Scylla) mit je acht Rohren des Kalibers 114 mm (4,5 inch) ausgestattet. Wegen dieses geringeren Kalibers bekamen diese beiden Schiffe den wenig schmeichelhaften Beinamen „HMS Unarmed“ (deutsch: ‚unbewaffnet‘) oder „Toothless Terrors“ (deutsch: ‚zahnlose Schrecken‘). Sie bewährten sich jedoch gut und wurden auf allen Kriegsschauplätzen durchaus erfolgreich eingesetzt, wobei allerdings die Charybdis im Herbst 1943 bei einem Gefecht mit deutschen Torpedobooten versenkt wurde.
Die von den Vereinigten Staaten zwischen 1941 und 1946 gebauten Fla-Kreuzer der Atlanta-Klasse waren bis nach Kriegsende (1945) beziehungsweise bis 1946 noch als Leichte Kreuzer (CL, cruiser light) klassifiziert und mit zwölf bis 16 Geschützen des Kalibers 127 mm in Doppeltürmen ausgerüstet. Die Anordnung der Hauptbewaffnung der ersten Schiffe war insofern ungewöhnlich, als je ein Turm an den beiden Seiten des hinteren Aufbaus stand. Erst ab 1946 erhielten diese Schiffe die Klassifizierung als Flugabwehrkreuzer (CLAA, cruiser light anti aircraft), da sie ursprünglich als große Flottillenführer von Zerstörergeschwadern (englisch Destroyer Squadron, abgekürzt DesRon) geplant waren. Die Einheiten der Atlanta-Klasse wurden bereits im Verlauf der 1950er Jahre und somit nach einer vergleichsweise kurzen Dienstzeit von im Schnitt weniger als zehn Jahren wieder außer Dienst gestellt, wobei die letzte Einheit dieses Typs, die Spokane, nachdem sie beinahe 20 Jahre in der Reserveflotte verbracht hatte, 1973 abgebrochen wurde. Die Klassifizierung CLAA war bereits zuvor beziehungsweise 1968 abgeschafft worden.
Mit der Colbert stellte Frankreich 1959 den weltweit letzten Fla-Kreuzer in Dienst, der zugleich der letzte Kreuzer-Neubau mit konventioneller Rohrartillerie war. Das Schiff blieb, wenngleich es auch in den 1970er Jahren mit Flugabwehrraketen des Typs Masurca nachgerüstet worden war, bis 1991 in Dienst.

## Alliierte Hilfs-Flugabwehrschiffe
Einen besonderen Typ von Flugabwehrschiff auf alliierter Seite stellten die kanadischen Hilfs-Flugabwehrkreuzer der Prince-Klasse dar. Die Schiffe dieses Typs verfügten zwar teilweise über eine ähnlich starke Bewaffnung wie ein vergleichbarer Flugabwehrkreuzer, waren aber – da sie aus dem Umbau ziviler Fracht- und Passagierschiffe heraus entstanden waren und deshalb auch als Hilfskreuzer klassifiziert wurden – zumeist nicht oder nur schwach gepanzert, besaßen eine niedrigere Höchstgeschwindigkeit sowie eine etwas geringere Wasserverdrängung. Eines der bekanntesten Schiffe dieser Klasse war der etwa 5.700 tn.l. große Hilfs-Flugabwehrkreuzer Prince Robert, welcher mit zehn 102-mm-Geschützen in fünf Doppellafetten, acht 40-mm-Kanonen und bis zu zwölf 20-mm-Flak bewaffnet war. Ab Sommer 1943 wurde das Schiff hauptsächlich im Atlantik zum Schutz von Geleitzügen eingesetzt. Nach dem Kriegsende wurde der Flugabwehrkreuzer verkauft und wieder zu einem Passagierschiff umgebaut.
Die Royal Navy rüstete während des Zweiten Weltkrieges zudem sieben größere Frachter zu Hilfs-Flugabwehrkreuzern aus. Die Schiffe, es handelte sich jeweils um individuelle Einzelbauten, variierten in Größe, Bewaffnung und Geschwindigkeit teils stark voneinander. Diese Hilfskriegsschiffe verdrängten zwischen 1.900 tn.l. und 5.600 tn.l. und waren mit sechs bis acht 102-mm-Geschützen sowie je acht 40-mm-Flak bewaffnet, so wie etwa die Alynbank. Von diesen sieben umgebauten Frachtern wurden allerdings im Verlauf des Krieges vier versenkt, darunter mindestens eines, die Foylebank, im Juli 1940 vor der britischen Südküste durch einen deutschen Luftangriff, wobei 176 Seeleute starben.

## Deutsche Flugabwehrschiffe
Während des Zweiten Weltkrieges wurden zur Bekämpfung der alliierten Bomberoffensive bereits im Vorfeld der deutschen Nordseeküste von der Kriegsmarine mehrere veraltete Kriegsschiffe, von denen ein Teil im besetzten Europa, meistens in den Niederlanden oder in Norwegen, erbeutet worden war, mit Flugabwehrgeschützen neu ausgerüstet und – teilweise ohne Eigenantrieb – in den bevorzugten Anflugpfaden der alliierten Bomber verankert. Einige dieser Schiffe kamen auch in der Endphase des Zweiten Weltkrieges in der Ostsee zum Einsatz. Da diese Schiffe keine aktiv im Flottendienst stehenden Kreuzer waren, wurden sie als Flugabwehrschiffe oder kurz Flakschiffe bezeichnet. Bekannte Schiffe waren etwa die Niobe, die über acht 10,5-cm-Flak und 28 20-mm-Kanonen verfügte und 1944 in der Nähe von Kotka von sowjetischen Flugzeugen versenkt wurde, die Arcona, die 1944/1945 in der Elbmündung vor Brunsbüttel verankert war und 1948/49 verschrottet wurde, die 4.300 tn.l. große Ariadne (acht 10,5-cm-Flak, fünf 40-mm-Flak, 16 20-mm-Kanonen) sowie die Nymphe und die Thetis (jeweils sechs 10,5-cm-Flak 38, zwei Bofors 4-cm-Flak und 14 2-cm-Flak 30). Darüber hinaus wurde deutscherseits 1942 auch das kleinere Flakschiff (ein sogenannter Flakträger) Krischan der Große in Dienst gestellt, das Schiff ging allerdings im Februar 1944 bei einem Luftangriff verloren.

## Japanische Flugabwehrschiffe

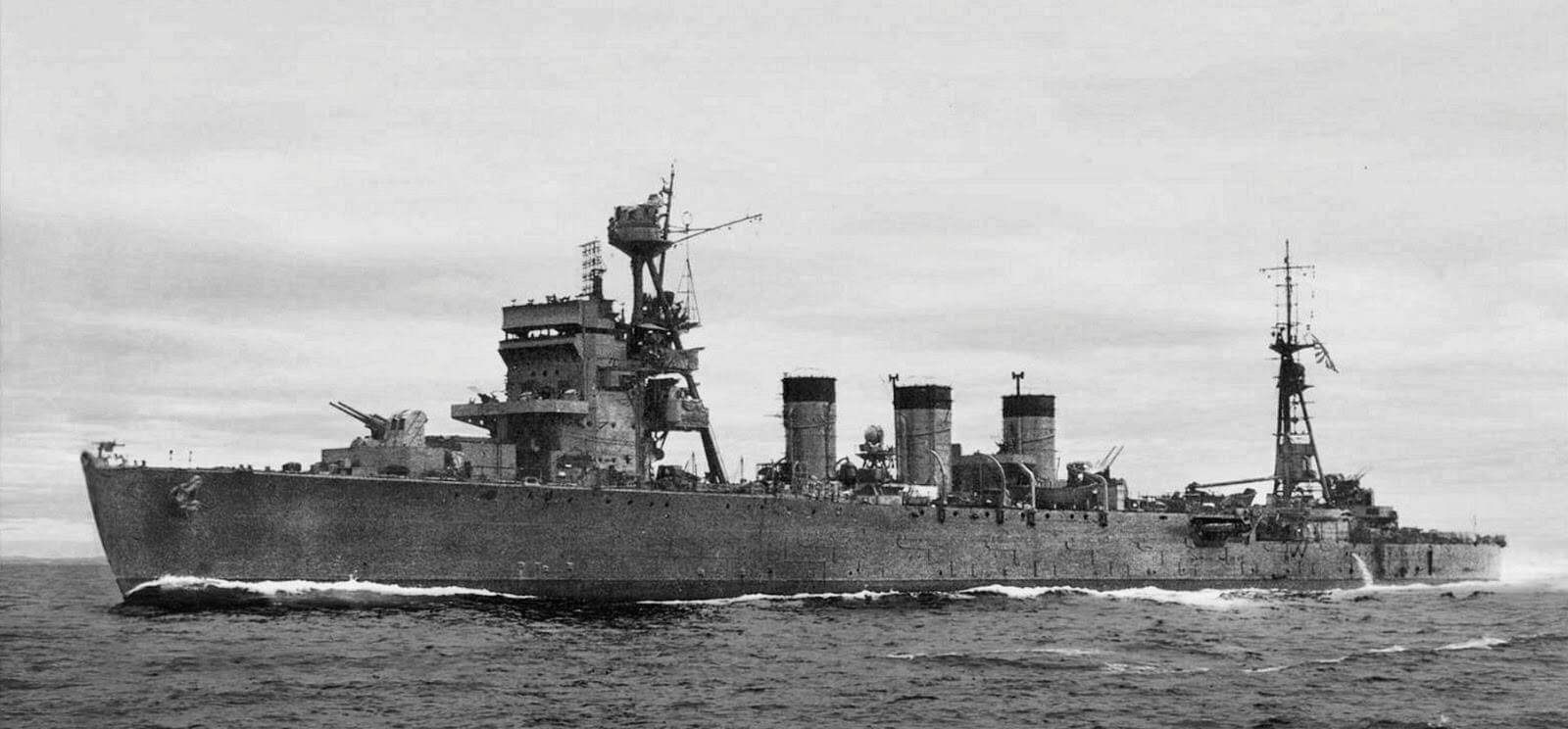
Japanischer Flakkreuzer Isuzu (1944), gut erkennbar ist die 127-mm-Doppellafette auf dem Vorschiff

Die japanische Marine konstruierte und baute ab 1941 eine eigene Klasse von im Verhältnis zu den Zerstörern anderer Marinen großen Flugabwehrzerstörern. Diese Schiffe der Akizuki-Klasse verdrängten maximal rund 3.700 tn.l. und waren mit acht 100-mm-Geschützen in vier Doppellafetten und mit bis zu 48 25-mm-Maschinenkanonen bewaffnet. Von diesem Zerstörertyp, der ursprünglich die Luftabwehr der japanischen Trägerflotte übernehmen sollte, wurden zwischen 1942 und 1945 zwölf Exemplare gebaut. Da diese leistungsstarken Schiffe aber erst im Laufe des Jahres 1942 und in den folgenden Jahren, als sich die japanische Marine im Pazifik bereits im zunehmenden Maße in der Defensive befand und die Luftüberlegenheit der Amerikaner sich spürbar auszuwirken begann, nach und nach in Dienst genommen wurden, konnten sie ihre wahre Schlagkraft nicht mehr vollständig entfalten und wurden zunehmend in anderen Funktionen, etwa in der U-Boot-Jagd oder bei der Geleitsicherung, eingesetzt. Durch Kriegseinwirkungen gingen infolgedessen sechs Einheiten verloren, davon mindestens zwei bei Luftangriffen. Die verbliebenen sechs Schiffe wurden nach dem Kriegsende entweder abgewrackt oder wurden als Beute den Siegern zugesprochen. Unter anderem wurde ein Schiff 1947 an die Sowjetunion ausgeliefert, ein anderes an das Vereinigte Königreich.
Darüber hinaus wurde zumindest der ältere Leichte Kreuzer Isuzu im Herbst 1944 zu einem reinen Flugabwehrkreuzer umgerüstet. Hierfür kamen alle sieben einzeln aufgestellten 140-mm-Geschütze von Bord und wurden durch sechs 127-mm-Geschütze in drei Zwillingslafetten ersetzt. Ferner wurde die leichte Flugabwehrbewaffnung auf insgesamt 50 25-mm-Maschinenkanonen verstärkt. Der modifizierte Kreuzer kam während der See- und Luftschlacht im Golf von Leyte zum Einsatz und überstand diese mit nur leichten Beschädigungen. Nach längerem Werftaufenthalt, bedingt durch einen Torpedotreffer, fiel das Schiff im April 1945 einem amerikanischen U-Boot-Angriff zum Opfer. Weiterhin erfolgte eine ähnliche Konversion auch beim Schweren Kreuzer Maya: Der Kreuzer, welcher in seiner Ursprungskonfiguration eine Hauptbewaffnung von zehn 203-mm-Geschützen in fünf Doppeltürmen führte, wurde zwischen Dezember 1943 und April 1944 umgebaut und erhielt insgesamt zwölf 127-mm-Geschütze in sechs Doppellafetten sowie 53 (später bis zu 66) 25-mm-Maschinenkanonen; in der Folge des Umbaus musste einer der 203-mm-Zwillingstürme ausgebaut werden. Auch dieser Kreuzer ging jedoch (im Spätherbst 1944) durch einen Angriff eines US-U-Bootes verloren.